# Dokumacılar
Die Dokumacılar (auch: „Dokumacı-Gruppe“) waren eine Zelle der terroristischen Miliz Islamischer Staat in der Türkei. Benannt waren die Dokumacılar nach dem Anführer Mustafa Dokumacı (* 3. Juli 1985 in Seyhan). Die Gruppe bestand zeitweise aus 60 Personen. Die Dokumacılar verübten verschiedene Anschläge in der Türkei, darunter den Anschlag in Suruç 2015, den Anschlag in Diyarbakır vom 5. Juni 2015 und den Anschlag in Ankara 2015. Regionaler Schwerpunkt der Gruppe war die Stadt Adıyaman. Das Teehaus İslam Çay Ocağı war Treffpunkt der Gruppe.
Im Rahmen einer Al-Qaida-Ermittlung wurden seit 2013 Telefonate der Mitglieder abgehört und im Dezember 2014 ein Gerichtsverfahren in Adıyaman gegen Mitglieder der Zelle eröffnet. Aus den Telefonaten ergab sich, dass Mitglieder der Gruppe in Syrien auf Seiten des Islamischen Staates gekämpft hatten. Insbesondere bekämpften die Dokumacılar die unter der Kontrolle der Partiya Yekitîya Demokrat (PYD) stehenden Regionen in Tall Abyad in Rojava. Ihre Anschläge in der Türkei richteten sich gegen die Halkların Demokratik Partisi, die ebenso wie die PYD zum Umfeld der Arbeiterpartei Kurdistans zählt.